# Massiccio del Gran Paradiso
Il Massiccio del Gran Paradiso (Massif du Grand Paradis in francese) è un massiccio montuoso delle Alpi Graie,  costituito dal Gran Paradiso e da ampia parte delle Alpi del Gran Paradiso, che si trova interamente in territorio italiano, a cavallo tra Valle d'Aosta e Piemonte, ad est delle Alpi della Grande Sassière e del Rutor, a sud-ovest della Catena Emilius-Tersiva. La sezione meridionale si estende sino in Piemonte fino a raggiungere il Colle del Nivolet.

## Etimologia
Il toponimo "Gran Paradiso" deriva, per assonanza e via il francese Grand paradis, dal patois valdostano Granta Parei, che vuol dire grande parete. È la stessa etimologia della vicina Granta Parey.

## Geografia

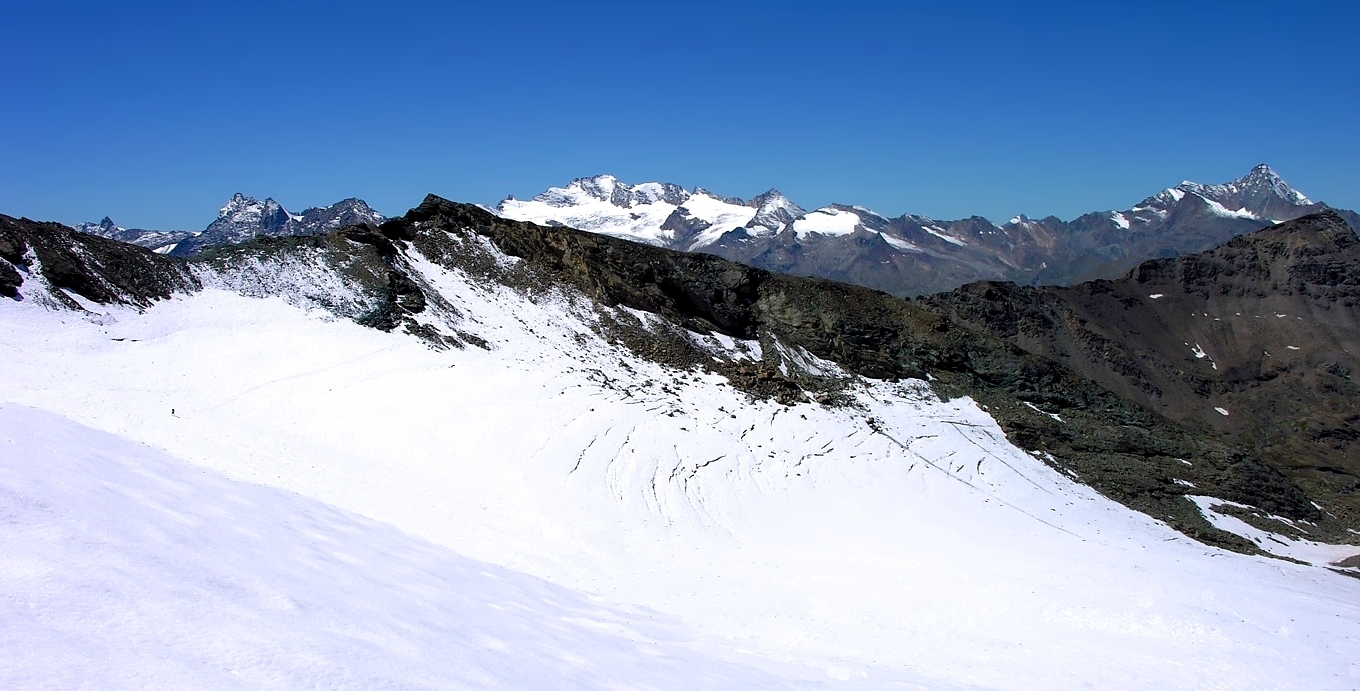
Il massiccio del Gran Paradiso visto dal ghiacciaio del Tessonet

Il massiccio del Gran Paradiso è l'unico massiccio montuoso culminante a oltre 4000 metri interamente in territorio italiano. Dai suoi contrafforti discendono degli impervi valloni che originano cinque valli (Val di Cogne, Valsavarenche, Val di Rhêmes, Valle dell'Orco e Val Soana).
La fascia che va dai 3000 ai 4000 m è ammantata di candidi ghiacciai, più estesi sul lato valdostano. Si tratta di ghiacciai perenni ma relativamente recenti essendosi formati durante la "piccola glaciazione" del secolo XVII.
Dal Gran Paradiso, cima più alta (4.061 m), parte la dorsale che divide la val di Cogne dalla Valsavarenche la quale, scendendo verso Aosta, si impenna nelle due vette dell'Herbétet (3.778 m). e della Grivola (3.969 m).

Sul versante piemontese si stagliano verso il cielo il Ciarforon (3.642 m), la Tresenta (3.609 m), la Becca di Monciair (3.544 m). Queste montagne sono facilmente individuabili, da un occhio esperto, anche dalla pianura torinese. Il Ciarforon è una delle vette più singolari delle Alpi: sul versante aostano è ricoperto da un'enorme calotta ghiacciata; dal Piemonte appare come uno spoglio monte di forma trapezoidale.

### Suddivisione
La classificazione SOIUSA del Massiccio del Gran Paradiso è la seguente:
- Grande parte = Alpi Occidentali
- Grande settore = Alpi Nord-occidentali
- Sezione = Alpi Graie
- Sottosezione = Alpi del Gran Paradiso
- Supergruppo = Massiccio del Gran Paradiso
- Codice = I/B-7.IV-A

Seguendo le definizioni della SOIUSA, il massiccio del Gran Paradiso è un supergruppo alpino suddiviso in quattro gruppi ed otto sottogruppi:
- Gruppo Ciarforon-Punta Fourà (A.1)
  - Nodo di Punta Fourà (A.1.a)
  - Nodo del Ciarforon (A.1.b)
- Gruppo Gran Paradiso-Roccia Viva (A.2)
  - Sottogruppo del Gran Paradiso (A.2.a)
  - Sottogruppo Roccia Viva-Apostoli (A.2.b)
- Gruppo Grivola-Gran Serra (A.3)
  - Nodo della Gran Serra (A.3.a)
  - Massiccio della Grivola (A.3.b)
- Gruppo Sengie-Chardonney (A.4)
  - Nodo delle Sengie (A.4.a)
  - Nodo del Chardonney (A.4.b)

Il Gruppo Gran Paradiso-Roccia Viva si trova al centro del massiccio del Gran Paradiso. Il Gruppo Ciarforon-Punta Fourà si trova nella parte occidentale; il Gruppo Grivola-Gran Serra si colloca a nord e, infine, il Gruppo Sengie-Chardonney ad est.

### Orografia
- Gran Paradiso - 4.061 m
- Il Roc - 4.026 m
- Grivola - 3.969 m
- Piccolo Paradiso - 3.926 m
- Cresta Gastaldi - 3.894 m
- Becca di Moncorvé - 3.875 m
- Becca di Montandayné - 3.838 m

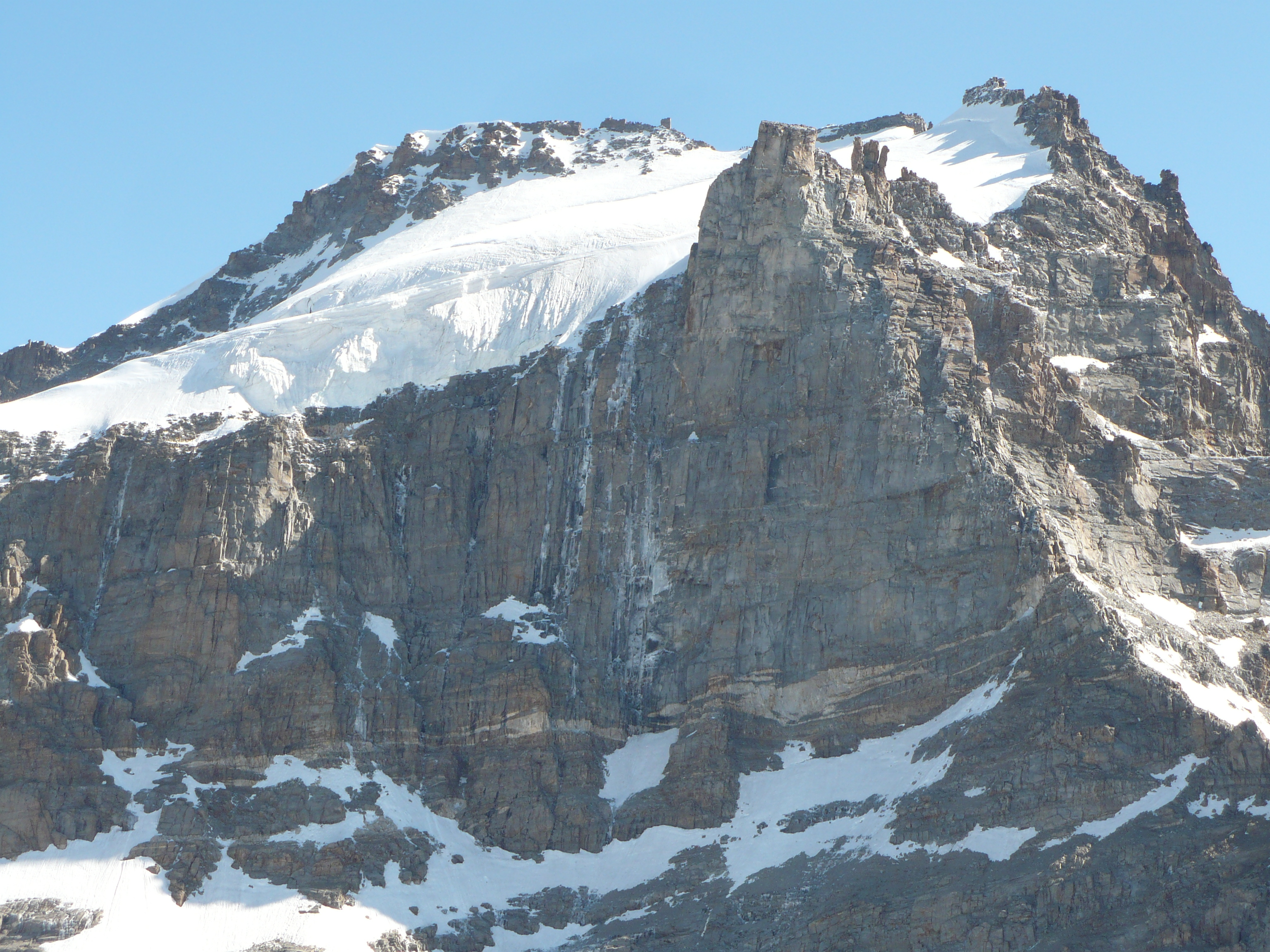
La vetta del Gran Paradiso (a sinistra); il Roc (a destra) e la Becca di Moncorvé (in primo piano) visti da sud.

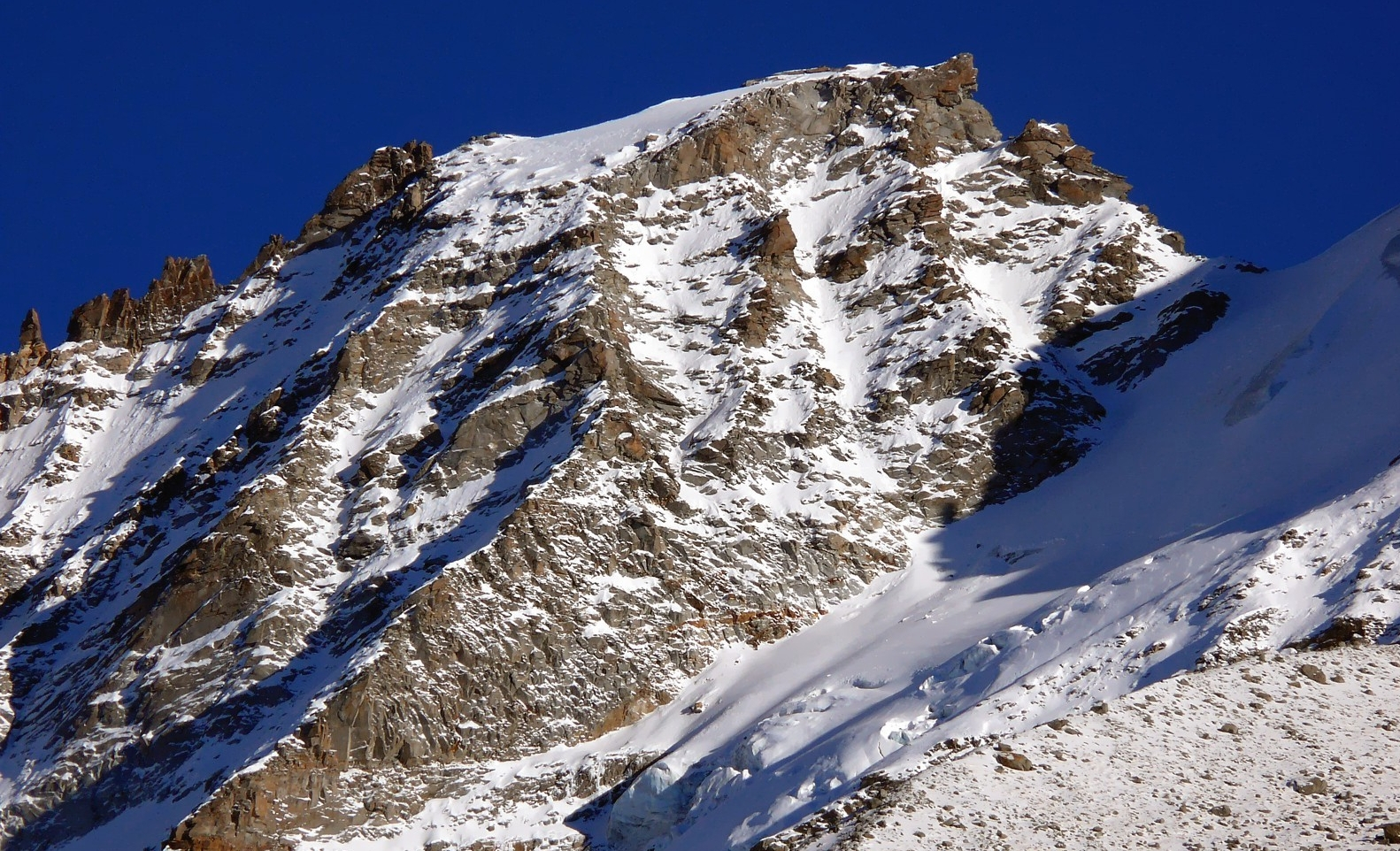
Il versante ovest della Becca di Montandayné.

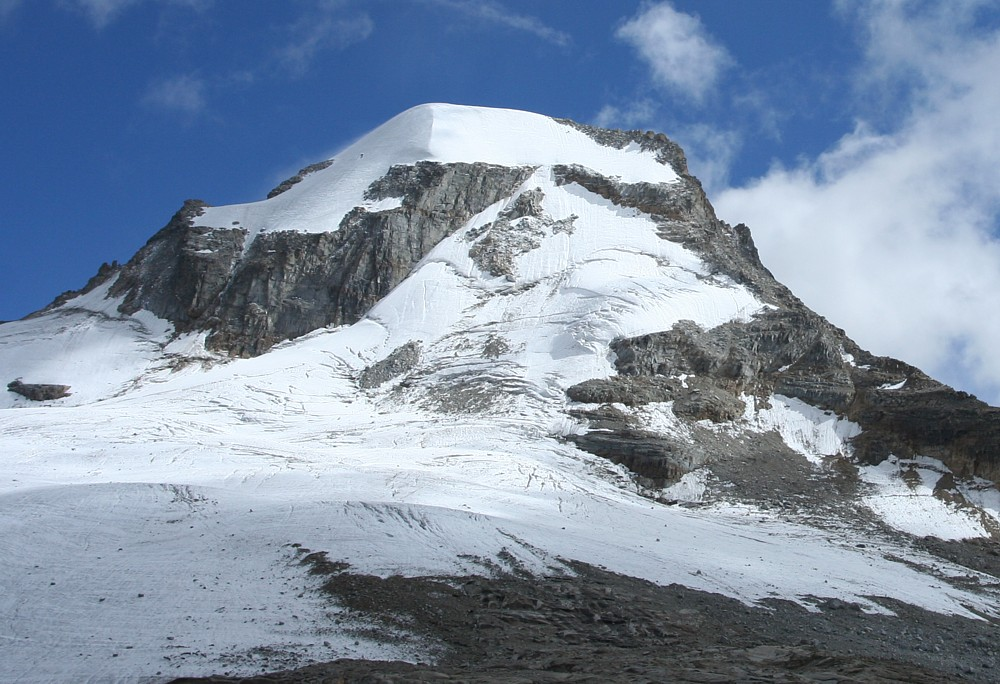
Ciarforon

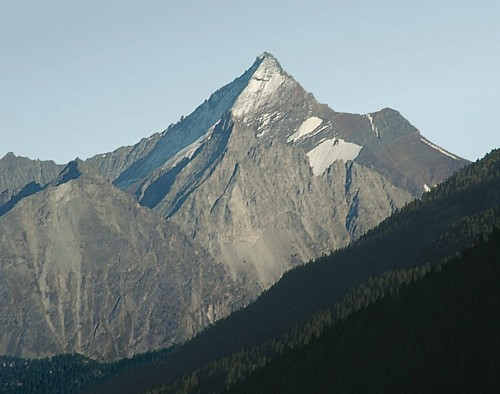
Grivola

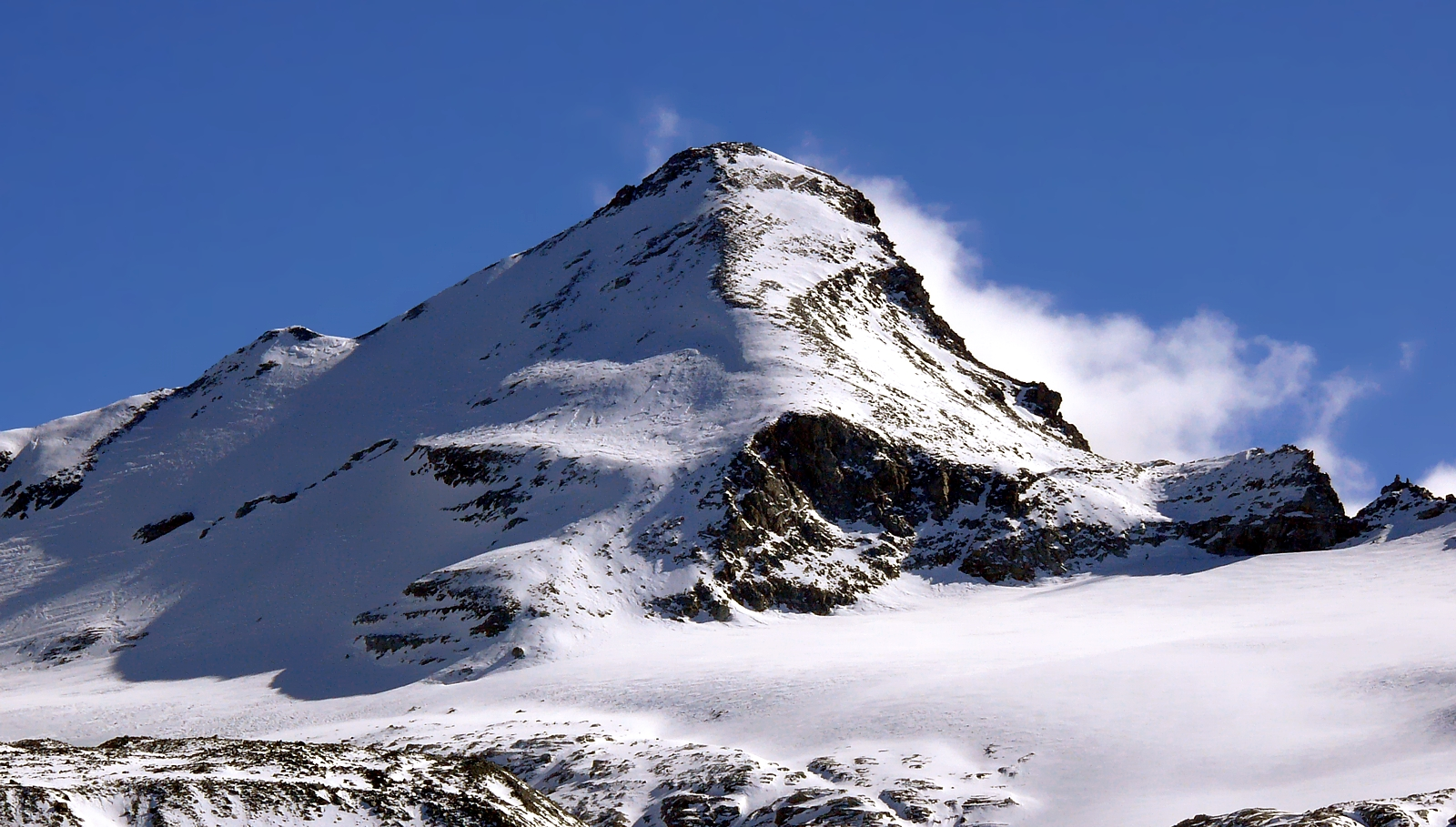
Tresenta

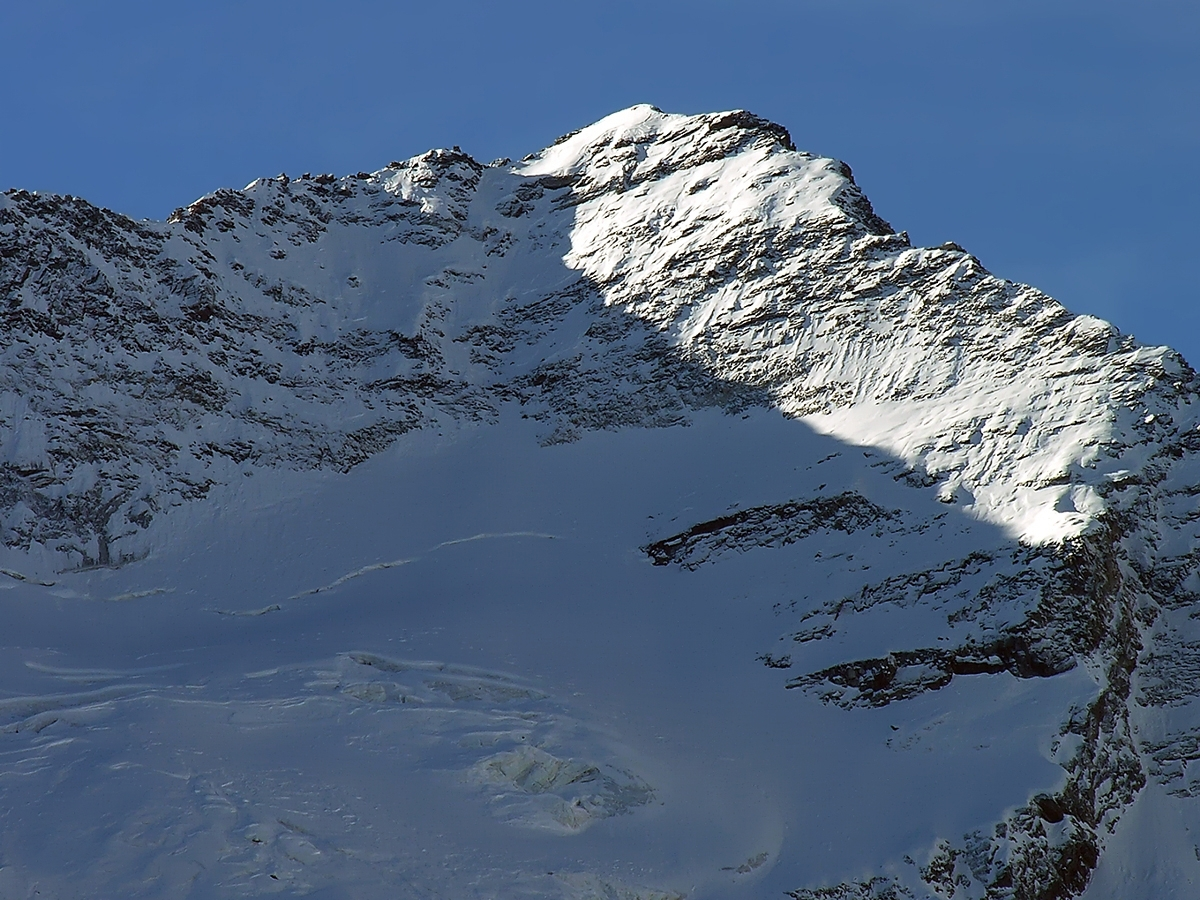
Punta delle Sengie

- Punta Bianca della Grivola - 3.793 m
- Herbétet - 3.778 m
- Punta di Ceresole - 3.777 m
- Torre del Gran San Pietro - 3.692 m
- Punta Nera della Grivola - 3.683 m
- Punta Budden - 3.683 m
- Torre di Sant'Andrea - 3.651 m
- Roccia Viva - 3.650 m
- Testa della Tribolazione - 3.642 m
- Il Ciarforon - 3.642 m
- Punta Rossa della Grivola - 3.630 m
- Becca di Gay - 3.621 m
- Torre di Sant'Orso - 3.618 m
- La Tresenta - 3.609 m
- Becco della Pazienza - 3.606 m
- Punte Patrì - 3.581 m
- Testa di Money - 3.572 m
- Testa di Valnontey - 3.562 m
- Gran Serra - 3.552 m
- Becca di Monciair - 3.544 m
- Becca di Noaschetta - 3.525 m
- La Grivoletta - 3.514 m
- Punta Ondezana - 3.492 m
- Grand Croux - 3.487
- Grand Nomenon - 3.477 m
- Denti del Broglio - 3.454 m
- Cima dell'Aouille - 3.440 m
- Testa del Grand Croux - 3.437 m
- Punta di Leviona - 3.420 m
- Punta Cissettaz - 3.419 m
- Punta Bioula - 3.414 m
- Punta Fourà - 3.411 m
- Punta delle Sengie - 3.408 m
- Punta Scatiglion - 3.407 m
- Punta del Tuf - 3.395 m
- Punta dell'Inferno (fr. Pointe de l'enfer) - 3.393 m
- La Rolletta - 3.384 m
- Mare Pèrcia - 3.385 m
- Becco di Valsoera - 3.369 m
- Becchi della Tribolazione - 3.360 m
- Cima di Valeille - 3.357 m
- Grande Uia di Ciardonei - 3.325 m
- Monveso di Forzo - 3.322 m
- Punta Lavina - 3.308 m
- Punta Gialin - 3.270 m
- Grande Arolla - 3.246 m
- Punta del Trajo - 3.123 m
- Punta Fenilia - 3.053 m
- Punta Pousset - 3.046 m
- Punta Violetta - 3.031 m
- Testa dell'Arietta - 3.001 m
- Monte Colombo - 2.848 m
- Punta del Vallone - 2.479 m
- Caporal - 2.252 m
- Cima Rosta - 2.173 m

### Ghiacciai principali

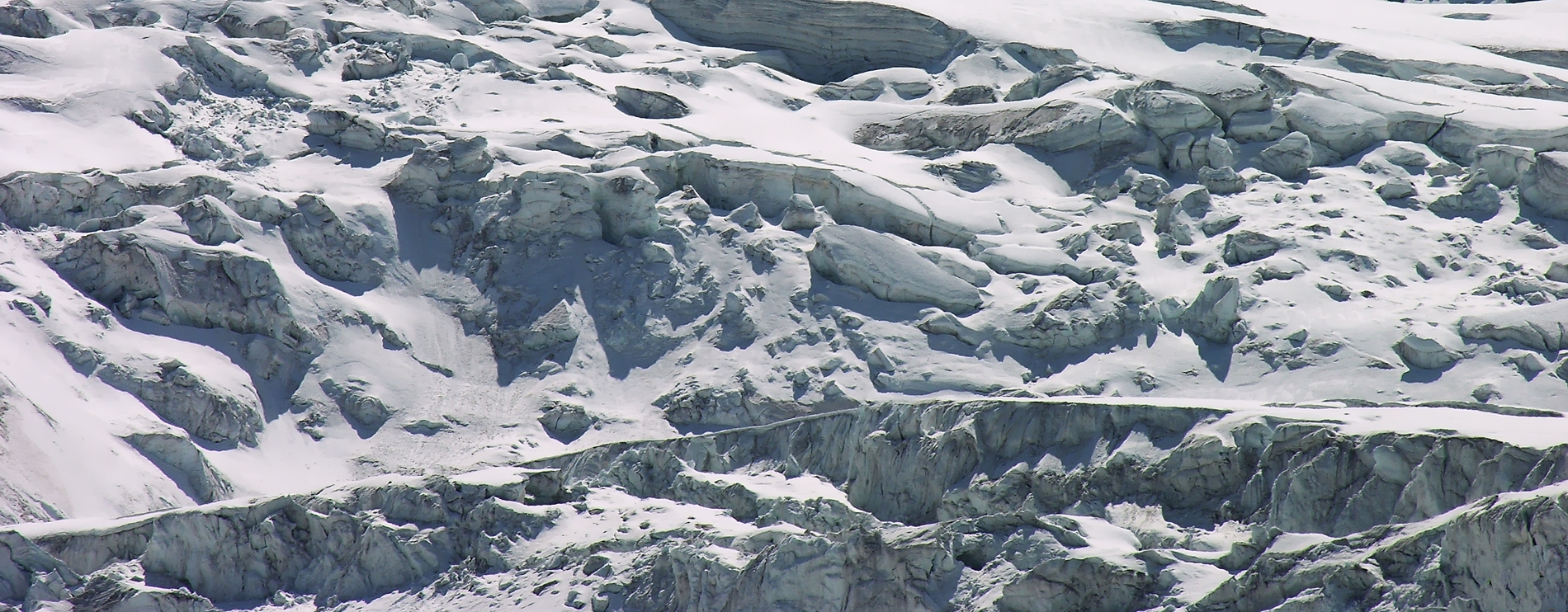
Seraccata del ghiacciaio della Tribolazione

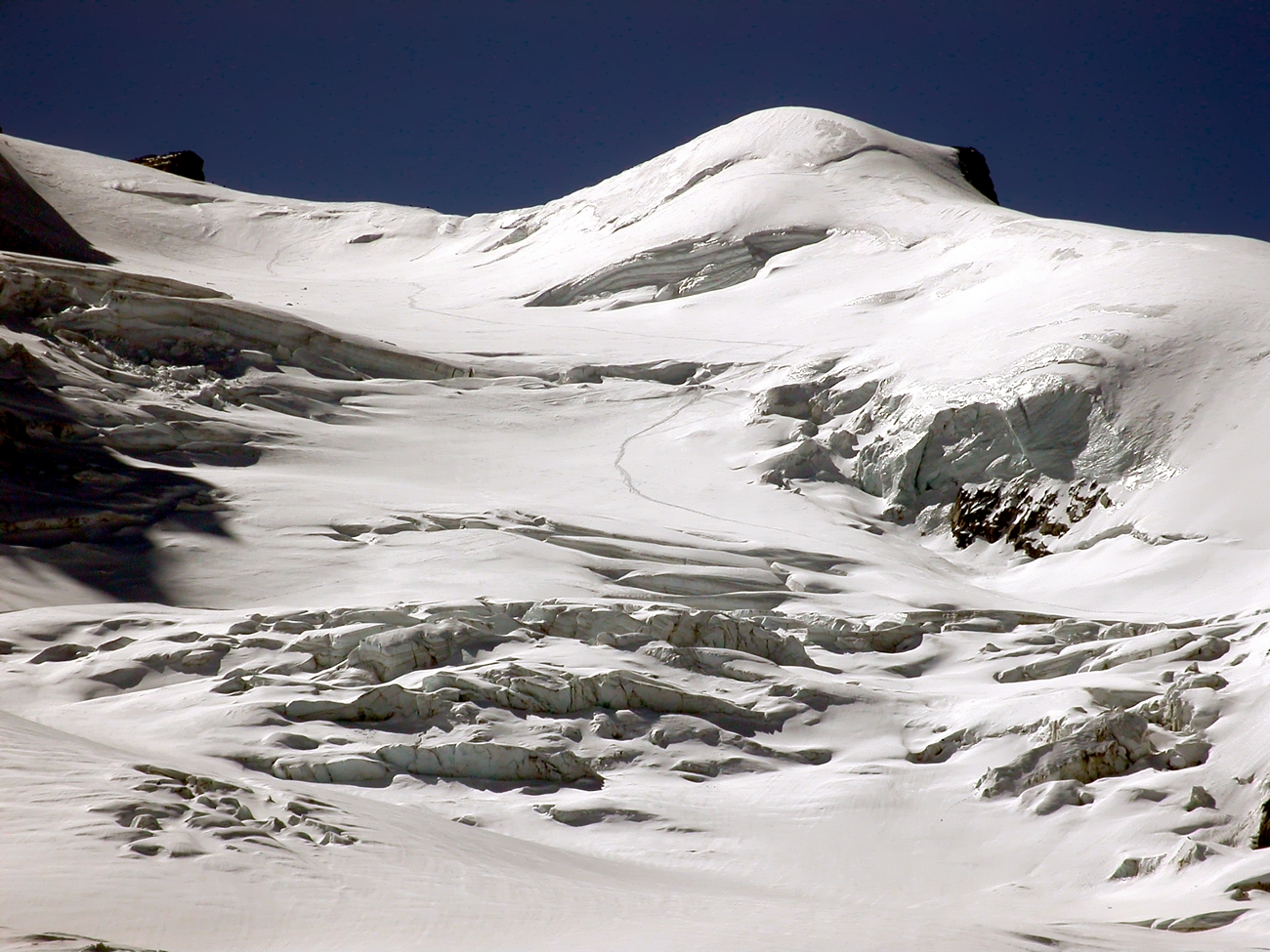
Il ghiacciaio del Laveciau

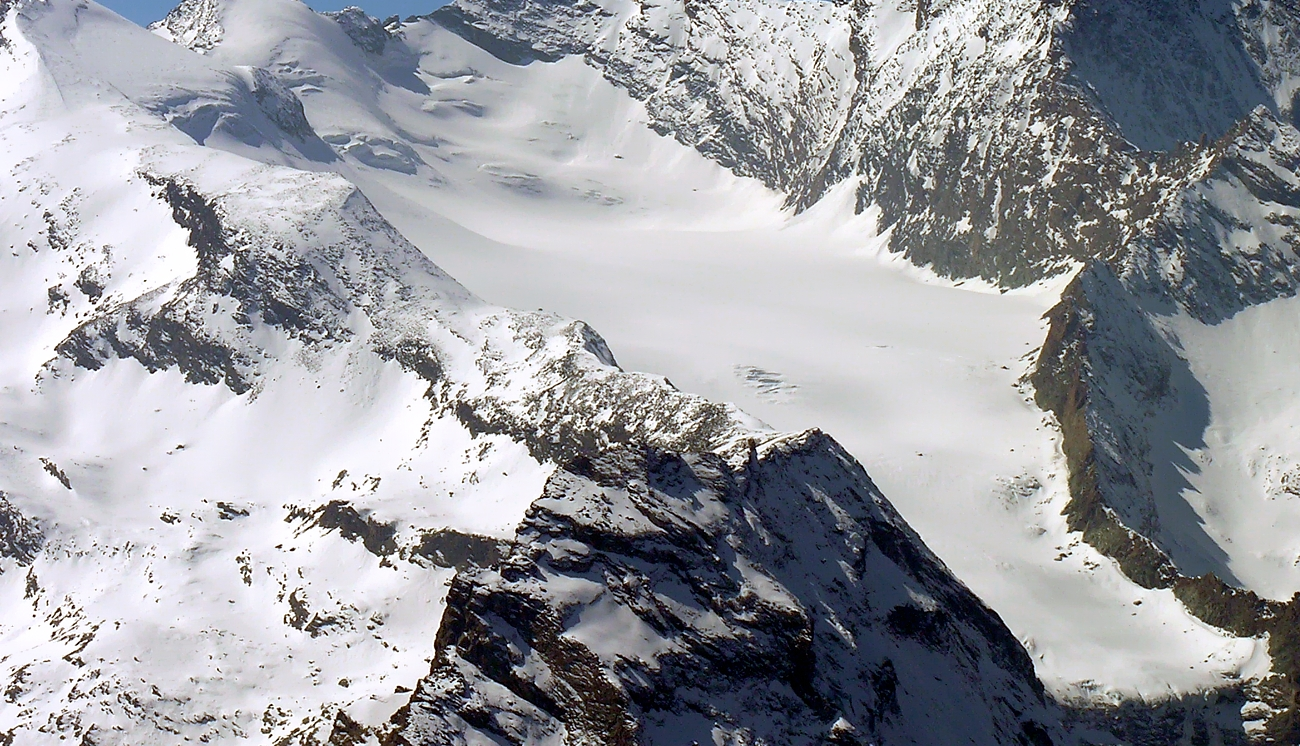
Ghiacciaio del Trajo

I ghiacciai principali si trovano tutti sul versante nord-ovest (valdostano) del massiccio:
- Ghiacciaio della Tribolazione
- Ghiacciaio del Trajo
- Ghiacciaio del Nomenon
- Ghiacciaio del Tuf
- Ghiacciaio del Loson
- Ghiacciaio del Grand Vallon
- Ghiacciaio del Tzasset
- Ghiacciaio del Grand Croux
- Ghiacciaio del Money
- Ghiacciaio del Coupé de Money
- Ghiacciaio di Patrì
- Ghiacciaio di Valletta
- Ghiacciaio di Valeille
- Ghiacciaio delle Sengie
- Ghiacciaio dell'Arolla
- Ghiacciaio del Laveciau
- Ghiacciaio di Moncorvé
- Ghiacciaio di Grand Neyron
- Ghiacciaio di Montandayné
- Ghiacciaio di Monciair
- Ghiacciaio del Timorion
- Ghiacciaio di Ondezana

### Valichi principali

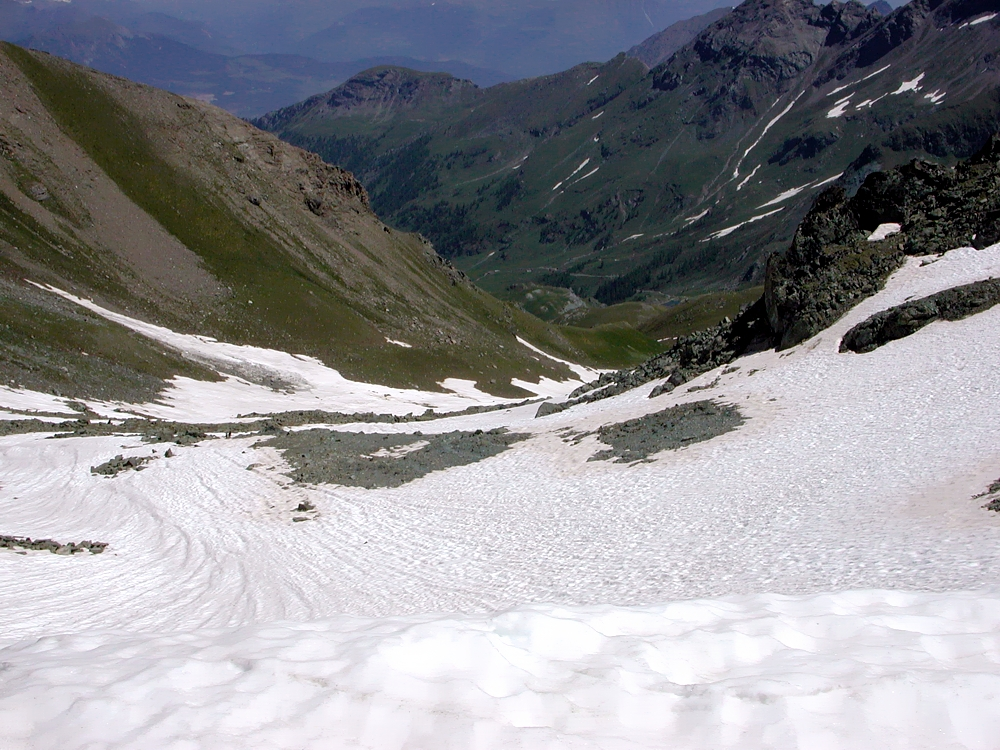
Vista dal Colle di Saint Marcel.

I valichi alpini principali che collegano le varie valli che si diramano dal massiccio sono:
- Colle del Drinc (pron. franc. Drènc) (2555 m) da Épinel a Pila
- Colle Chasèche (o Tzasetze) (2820 m) da Épinel a Pila
- Colle di Saint-Marcel (2916 m) dalla val di Cogne (vallone di Grauson) a Saint-Marcel
- Colle del Nivolet (2612 m) dalla valle dell'Orco (Piemonte) alla Valsavarenche (Valle d'Aosta)
- Passo d'Invergneux (2905 m) da Lillaz a Saint-Marcel
- Colle di Fénis (2831 m) da Lillaz a Fénis
- Col Pontonnet (2897 m) da Lillaz a Fénis
- Fenêtre de Champorcher (2826 m) da Lillaz a Champorcher
- Colle dell'Arietta (2939 m) da Lillaz a Campiglia Soana
- Colle di Bardoney (2833 m) da Cogne a Forzo
- Colle del Teleccio (o de Ondezana) (3304 m) dalla Valeille a Piantonetto
- Colle delle Sengie (3200 m) dalla Valeille a Forzo
- Colle di Money (3443 m) da Valnontey a Locana
- Colle della Luna (3542 m) da Valnontey a Noasca
- Col du Loson (3299 m) da Valnontey a Valsavarenche
- Colle delle Rayes Noires (3441 m) da Valnontey a Valsavarenche
- Colle della Grivola (3738 m) da Épinel (Cogne) a Valsavarenche.

## Principali prime ascensioni

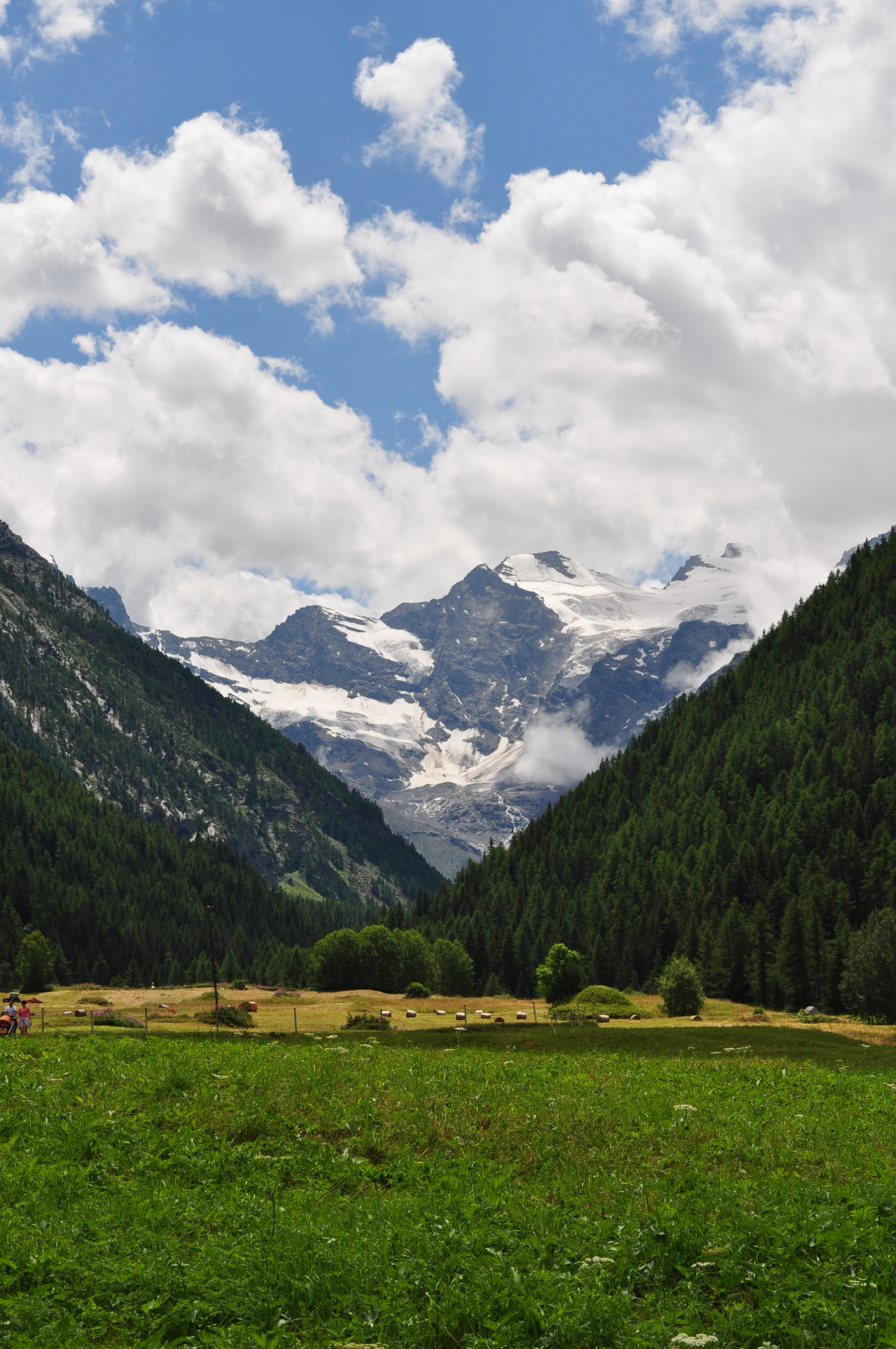
Il Gran paradiso visto da Cogne

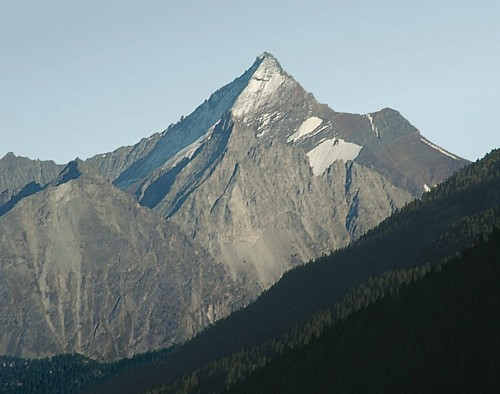
Grivola

- 1859, - Grivola: J.Ormsby, R.Bruce, F.Dayné, Z.Cachaz e J.Tairraz.
- 1860, - Gran Paradiso: J.J. Cowell, W.Dundas, M.Payot, Ormsby e J.Tairraz.
- 1871, - Ciarforon: F.Vallino e A.Blanchetti.
- 1873, - Herbétet: L.Baralle, Antonio Castagneri e G.Castagneri.
- 1875, - Becca di Montandayné: Luigi Vaccarone, A.Gramaglia Ricchiardi, A e D.Castagneri.
- 1885, - Becca di Moncorvé: L.Vaccarone.
- 1902, - Parete nord del Ciarforon: E.Allegra, U.Sandrinelli e P.Dayné.
- 1913, - Parete nord della Roccia Viva: F.Pergameni e E.Stagno.
- 1926, - Parete nord-est dalla Grivola: Lino Binel e Amilcar Crétier.
- 1930, - Parete nord-ovest del Gran Paradiso: Renato Chabod, Amilcar Crétier e L.Bon.
- 1936, - Parete nord-ovest della Grivola: Lino Binel, Albert Deffeyes, Louis Carrel e Renato Chabod.
- 1939, - Diretta della parete nord del Ciarforon: G. e E.Chiara e E.Catinelli.
- 1939, - Parete sud-ovest della Becca di Moncorvé: M.Borgarello, A.De Monte e L.Notdurfter.
- 1951, - Parete sud-est del Becco Meridionale della Tribolazione: A.Garzini, F.Graziano, P.Malvassora.
- 1955, - Sperone centrale del Becco di Valsoera: L.Leonessa e B.Tron.
- 1960, - Spigolo sudovest del Becco di Valsoera: E.Cavallieri, A.Mellano e R.Perego.
- 1969, - Invernale via della Torre Staccata al Becco di Valsoera: G.Altavilla, G.C.Grassi, V.Manera e A.Re.
- 1971, - Diretta alla parete sud della Becca di Moncorvé: G.Bonetti, N.Gasser e F.Lorenzi.
- 1974, - Parete sud della Punta Marco: R.Bianco e U.Manera.
- 1974, - Invernale parete sud della Becca di Moncorvé: R.Bianco, M.Cappellozza, U.Manera e C.Santunione.
- 1976, - Parete est del Gran Paradiso: per lo sperone del gran gendarme a sud della vetta tradizionale: G. e S. Truc e G.B. Sartori.
- 1976, - Parete nord-est del Piccolo Paradiso: via diretta A.Guichardaz e P. Cammelli.

## Il Parco

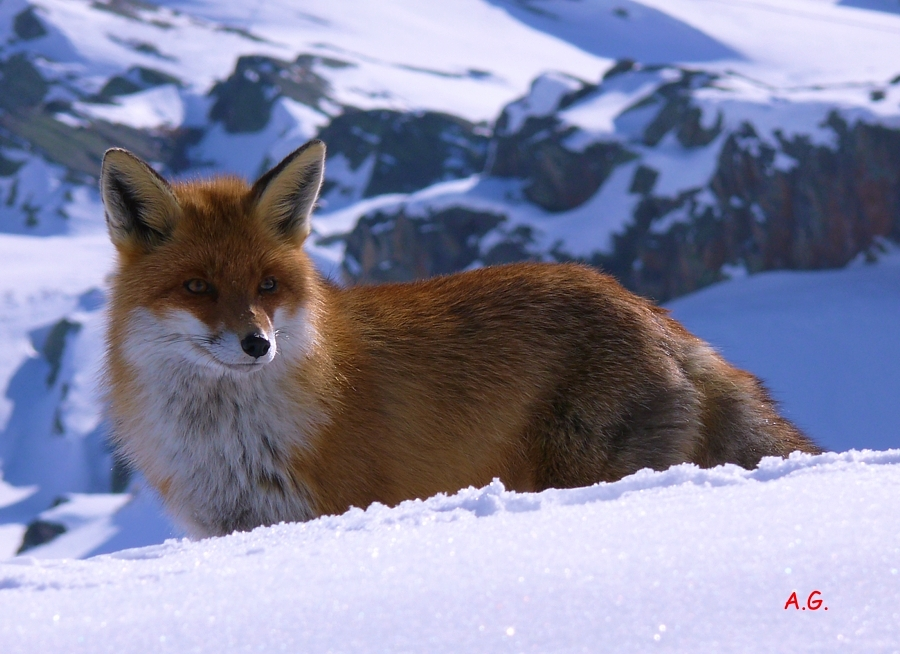
Volpe ripresa nei pressi della Croce dell'Arolley.

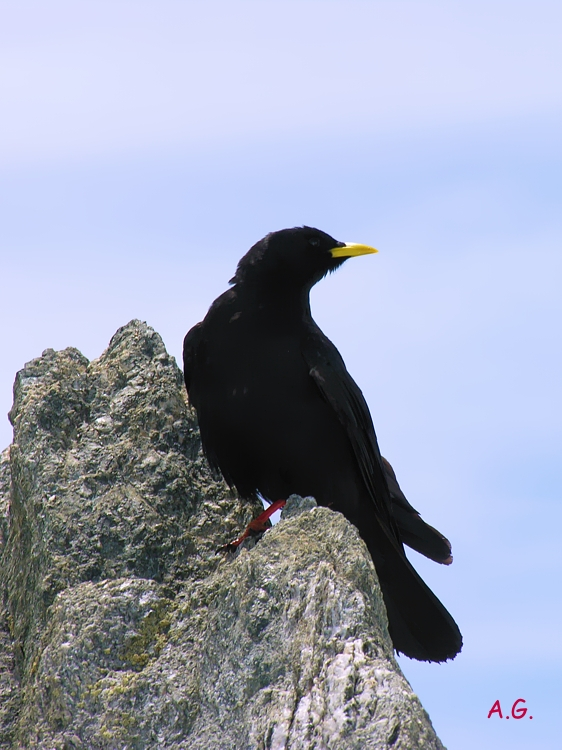
Gracchio alpino

Il massiccio è diventato nel XIX secolo terreno di caccia dei sovrani di Casa Savoia. In particolare Vittorio Emanuele II aveva costituito la Riserva Reale del Gran Paradiso. Da questa riserva di caccia ne è nato nel 1922 il Parco nazionale del Gran Paradiso.
Il massiccio pertanto è compreso in grande parte all'interno del parco medesimo.

## Turismo

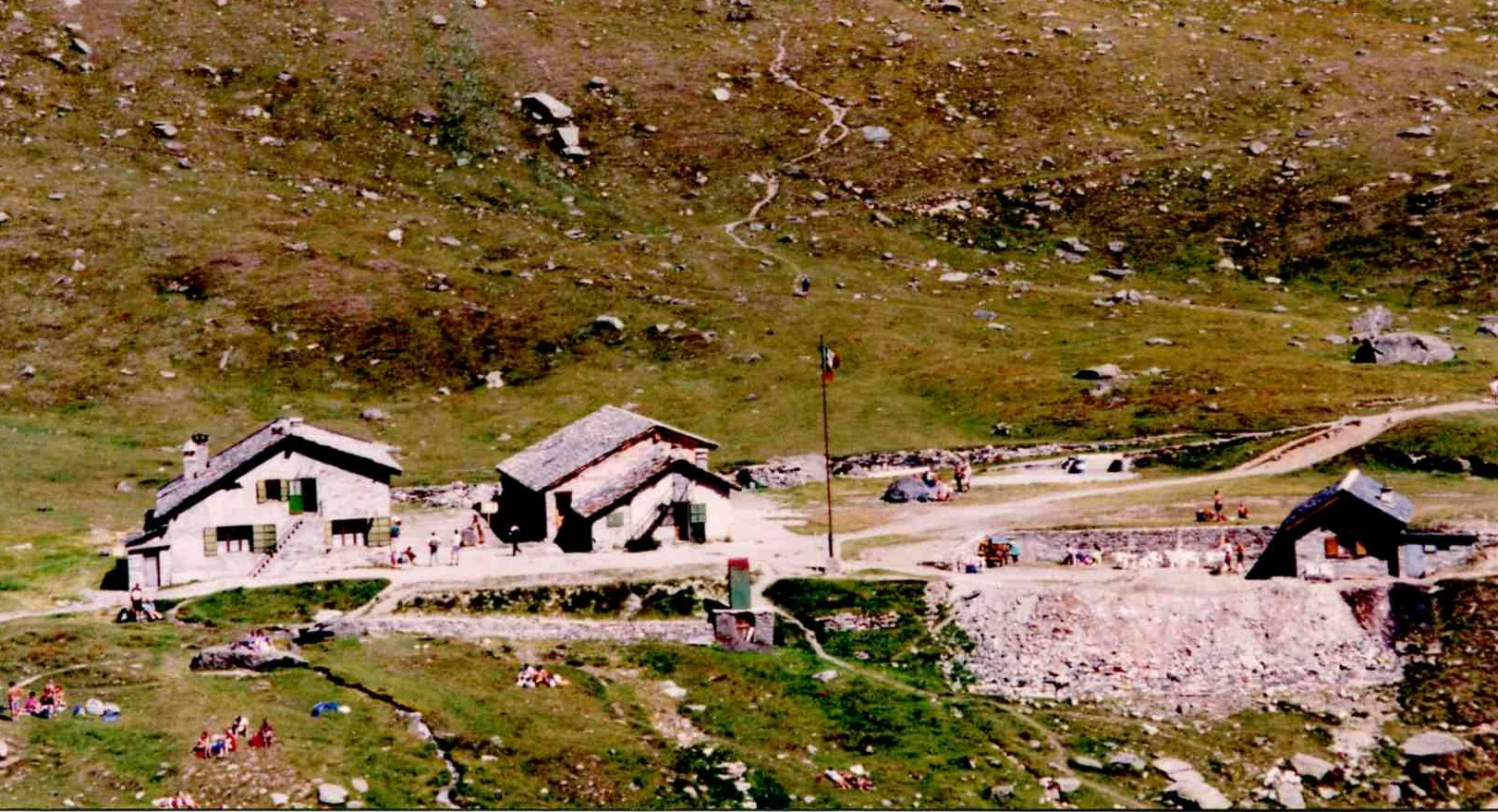
Il rifugio Vittorio Sella - Cogne

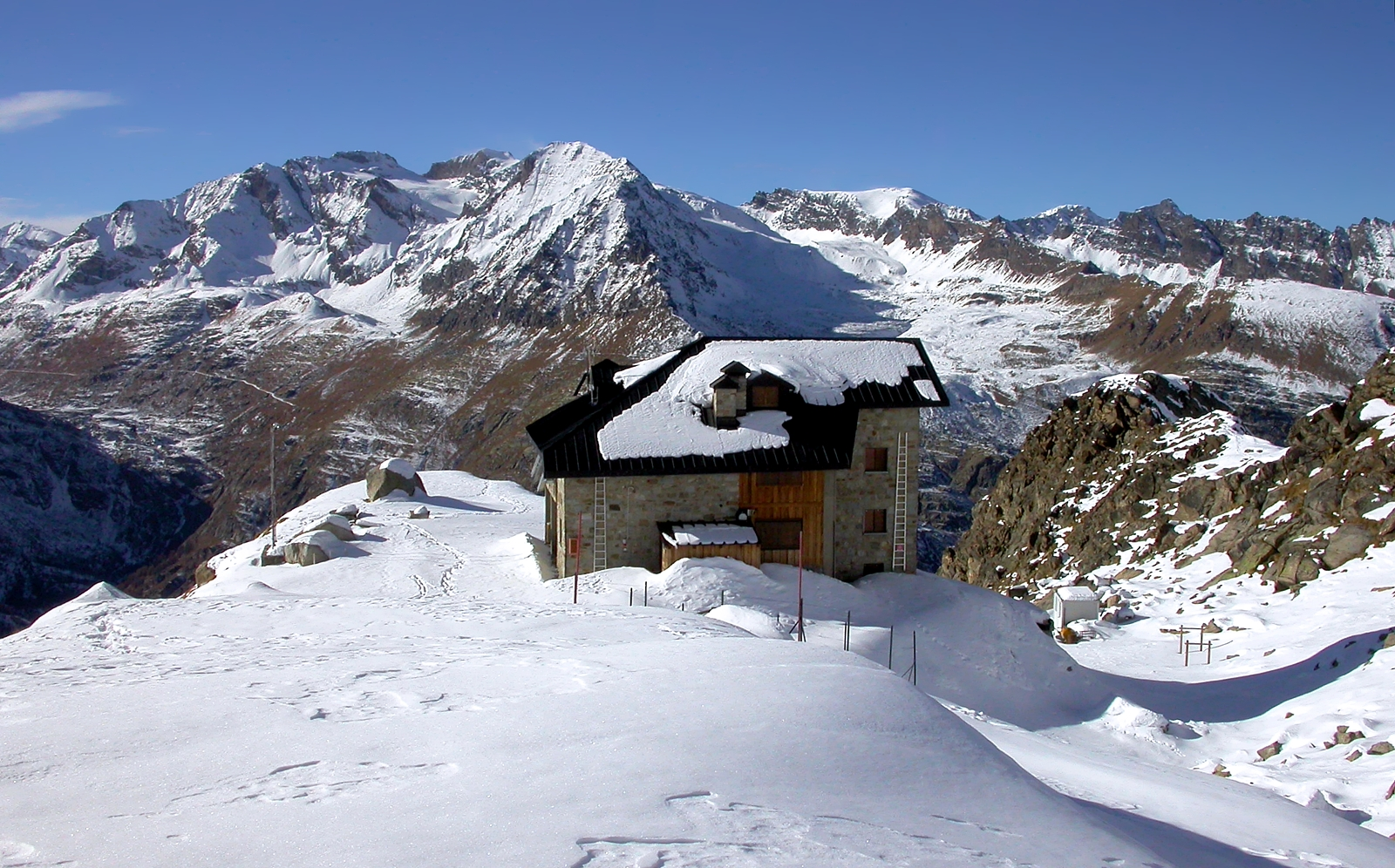
Il rifugio Federico Chabod - Valsavarenche

Per favorire l'ascensione ai monti del massiccio e l'escursionismo in alta quota il massiccio è dotato di alcuni rifugi alpini:
- Rifugio Vittorio Emanuele II - 2.732 m
- Rifugio Federico Chabod - 2.750 m
- Rifugio città di Chivasso - 2.604 m
- Rifugio Vittorio Sella - Valnontey 2.584 m
- Rifugio Sogno di Berdzé al Péradzà - Vallone dell'Urtier 2.526 m
- Rifugio Pontese - 2.217 m

Il massiccio è attraversato dall'Alta via della Valle d'Aosta n. 2.